# 381
381 (CCCLXXXI) var ett normalår som började en fredag i den julianska kalendern.

## Händelser

### Okänt datum
- Första konciliet i Konstantinopel, den kristna kyrkans andra ekumeniska koncilium, äger rum. Den nicaenska trosbekännelsen bekräftas och utökas och apollinarismen förklaras vara kätteri.
- En deputation från den romerska senaten överlämnar till Gratianus den mantel, som bärs av Pontifex Maximus, som har burits av alla romerska kejsare sedan Augustus. Han vägrar acceptera detta insignium och förolämpar därmed de hedniska aristokraterna i Rom.
- Skirerna allierar sig med hunnerna.
- Vid konciliet i Aquileia avsätts biskoparna Palladius av Ratiaria och Secundadius, ledarna för arianismen, av Ambrosius.
- Flavianus efterträder Meletius som patriark av Antiochia.
- Timotheus efterträder Petrus som patriark av Alexandria.
- Nectarius efterträder Gregorius Nazianzus som patriark av Konstantinopel.
- Johannes Chrysostomos blir diakon.

## Avlidna
- 14 februari – Petrus, patriark av Alexandria
- Atanarik, kung över visigoterna
- Meletius av Antiochia, patriark av Antiochia